# Rock River (Wyoming)
Pour les articles homonymes, voir Rock River.
Rock River est une municipalité américaine située dans le comté d'Albany au Wyoming.
Lors du recensement de 2010, sa population est de 245 habitants. La municipalité s'étend sur 2,33 milles carrés (6,03 km2).